# Levivșciîna, Talalaiivka
Levivșciîna (în ucraineană Левівщина) este un sat în comuna Krasnîi Koleadîn din raionul Talalaiivka, regiunea Cernihiv, Ucraina.

## Demografie
Componența lingvistică a localității Levivșciîna
     Ucraineană (97,73%)
     Rusă (2,27%)
Conform recensământului din 2001, majoritatea populației localității Levivșciîna era vorbitoare de ucraineană (97,73%), existând în minoritate și vorbitori de rusă (2,27%).